# Association sportive d'Ali Sabieh Djibouti Télécom
Maillots
L'Association sportive d'Ali Sabieh Djibouti Télécom (en arabe : جمعية علي صبيح جيبوتي تيليكوم), plus couramment abrégé en AS Ali Sabieh, est un club Djiboutien de football fondé en 1982 et basé à Ali Sabieh, dans le sud du pays. 
le jeune djiboutien Warsama Abdillahi Osman est l’entraîneur depuis février 2020. 

## Histoire
Fondé en 1982, il joue en Première Division. Il compte à son palmarès sept championnats et trois Coupes de Djibouti.
Grâce à son palmarès national conséquent, le club a participé à plusieurs reprises à la Coupe Kagame inter-club, la compétition de clubs de la région de l'Afrique de l'Est. En 2010, il perd tous ses matchs. En 2014, il gagne son premier match international en battant les Ougandais de Kampala Capital City sans parvenir à sortir de sa poule. L'année suivante, il termine une nouvelle fois la compétition sans marquer un seul point en phase de groupes.
En 2017, le club participe pour la première fois au Championnat arabe des clubs. Il passe la poule de qualification, après deux matchs nuls face aux Comoriens du Volcan Club de Moroni et à la formation somalienne du Dekedaha FC avant d'être éliminé par les Soudanais d'Al Merreikh Omdurman. Lors de l'édition suivante, il sort premier de sa poule de qualification avant de terminer à la 4e et dernière place de son groupe, subissant trois lourdes défaites en autant de rencontres. 
En 2018, l'AS Ali Sabieh s'engage pour la première fois en Ligue des champions de la CAF. Opposés au premier tour aux Éthiopiens de Jimma Aba Jifar Football Club, ils sont éliminés (défaite 1-3 à domicile, match nul 2-2 en Éthiopie).
En 2019 , AS Ali Sabieh termine à la troisième place du championnat de Djibouti de football 2018-2019. AS Ali Sabieh termine avec 38 points et est devancé par Université de Djibouti FC qui sont second avec 39 points et par AS Port qui sont champion avec 40 points. AS Ali Sabieh jouera aussi au championnat arabe des clubs 2019-2020 et ils sont éliminés de le tour préliminaire en terminant à la troisième place du groupe B avec 3 points et 1 défaite face au deuxième du groupe les Tunisiens de Club Athlétique  Bizertin (0-3) et un second défaite face au premier du groupe les Algériens de JS Saoura (0-1) et puis une victoire à la 3 journée face au dernier et quatrième du groupe les Comorien de Fomboni FC  (1-0)

## Palmarès
| Compétitions nationales |
| --- |
| - Championnat de Djibouti (8) : - Vainqueur : 2009, 2012-13, 2013-14, 2014-15, 2015-16, 2016-17, 2017-18 et 2024-25. - Coupe de Djibouti (3) : - Vainqueur : 2006, 2016 et 2018. - Finaliste : 1994, 2003, 2009, 2011, 2012 et 2013. |

## Liens
- Page du club sur le site soccerway.com
- Championnat de Djibouti de football
- Coupe de Djibouti de football